# Luckey (Ohio)
Luckey é uma vila localizada no estado norte-americano de Ohio, no Condado de Wood.

## Demografia
Segundo o censo norte-americano de 2000, a sua população era de 998 habitantes.
Em 2006, foi estimada uma população de 983, um decréscimo de 15 (-1.5%).

## Geografia
De acordo com o United States Census Bureau tem uma área de
1,8 km², dos quais 1,8 km² cobertos por terra e 0,0 km² cobertos por água.

## Localidades na vizinhança
O diagrama seguinte representa as localidades num raio de 16 km ao redor de Luckey.